# بحيرة فيرنون
بحيرة فيرنون تقع بحيرة فيرنون في وادي تلتل في القطاع الشمالي من منتزه يوسمايت الوطني إلى الشمال مباشرة من وادي هيتج هيتجي. ارتفاع سطح البحيرة يبلغ 6568 قدم (2002 م) كانت المنطقة المحيطة بالبحيرة موطنا لعصابة من سييرا ميوك الهندية، والعديد من القطع الأثرية يمكن العثور عليها في المنطقة. بحيرة فيرنون هي مصدر شلالات كريك، التي تغذي شلالات واباما.

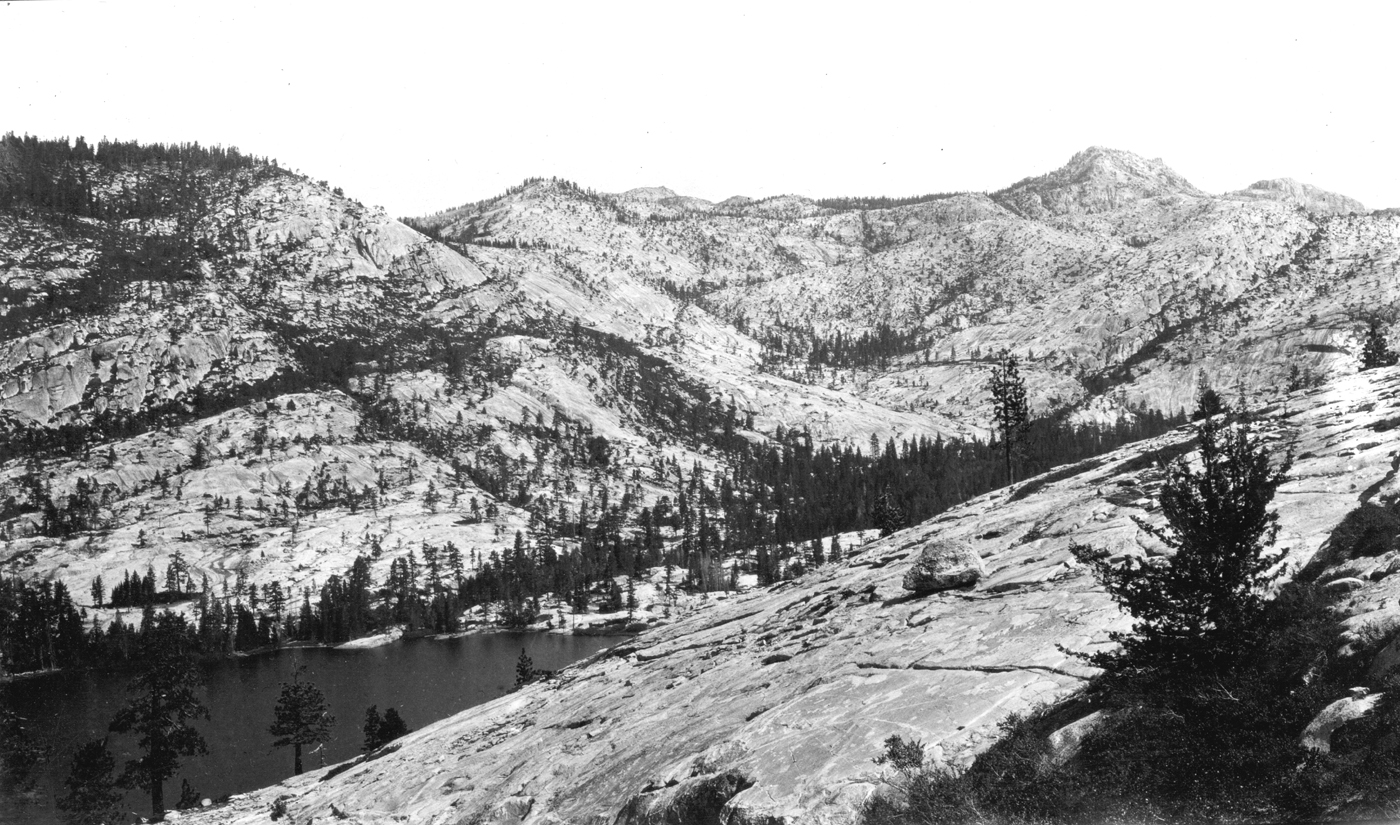
بحيرة فيرنون